# Skripturhaftung
Die Skripturhaftung ist nach § 514 HGB, 5. Buch (Seehandelsrecht) die Verpflichtung, auf einem Schiff übernommene Ladung in dem Zustand abzuliefern, wie sie übernommen wurde. Dies gilt für die Bezeichnung, Menge, Maß, Gewicht, Merkzeichen und äußere Beschaffenheit der Ladung.
So selbstverständlich sieht dies in der Praxis nicht immer aus: Beispielsweise hat der Vorlieferant bereits beim Laden die Verpackung von Stückgut beschädigt oder bei einem Kühlcontainer gibt es eine Unterbrechung in der Kühlkette. Diese Fehler führen zu Schwund und machen ein Konnossement (Wertpapier als Bestätigung übernommener Ladung) unrein, indem entsprechende Vermerke auf diesem Wertpapier vorgenommen werden (ex scriptura). Alle Schäden, die auf diese Art im Konnossement nicht vermerkt wurden, aber am Ende des Transports auftreten, gehen zu Lasten des Verfrachters, der dafür haftet.
Die Skripturhaftung war von Beginn an Teil des Handelsgesetzbuches, wurde allerdings 1937 per Gesetz abgeschafft. Erst 1997 im Zuge weiterer Internationalisierung im Handel wurden die Bestimmungen zur Skripturhaftung ins HGB wieder aufgenommen. Auch das 1999 beschlossene Montrealer Übereinkommen für Luftverkehr in den  ICAO-Staaten hat die Skripturhaftung übernommen.

## Hintergrund
Beim Wertpapier Konnossement gilt „die Vermutung, dass der Verfrachter das Gut so übernommen hat, wie es nach § 515 Absatz 1 Nummer 7 und 8 beschrieben ist.“ (§ 517 Abs. 1 Satz 1 HGB). Da diese Wertpapiere gehandelt werden können und sowohl Händler als auch Käufer dieser Konnossemente die Ware im Zweifel vorher nicht beschauen können, ist für den Handel wichtig, dass der einwandfreie Zustand der Ware vermutet werden kann.